# Чич, София Аслановна
София Аслановна Чич — российская оперная и концертно-камерная певица и педагог, Заслуженная артистка Республики Адыгея, поэт-песенник.

## Биография
София Чич родилась в Майкопе. В 2001 году с отличием окончила Адыгейский республиканский колледж искусств им. У. Х. Тхабисимова (класс Заслуженного работника культуры РФ Даутовой Сариет Шабановны).
В 2008 году окончила Санкт-Петербургскую государственную Академию театрального искусства ( ныне РГИСИ), (курс профессора, Заслуженного деятеля искусств РФ Петрова А. В., класс вокала Коткиной Ю.М), в 2010 году с отличием — Санкт-Петербургскую государственную консерваторию им. Н. А. Римского-Корсакова (класс профессора, Заслуженной артистки РФ Арсентьевой Н.Н), а в 2013 году — аспирантуру Санкт-Петербургской Государственной консерватории (класс доцента Мурадян М. В.).
С 2008 по 2011 год София Чич солистка-вокалистка Санкт-Петербургского государственного музыкального театра «Зазеркалье». В оперном репертуаре партии: Сюзанна и Барбарина («Свадьба Фигаро»), Земфира («Алеко»), Виолетта и Аннина («Травиата»), Лауретта («Джанни Скикки»), Концепция («Испанский час»), Акоза («Раскаты далекого грома»).
В обширном  репертуаре Софии Чич - произведения разных  эпох и стилей, русская и зарубежная классика, сочинения современных композиторов, адыгские народные песни.
Выступления на сценах Театра оперы и балета СПб консерватории (Большой концертный зал А. Г. Рубинштейна), залов Мусоргского  и Стравинского Мариинского театра -2,  Малого зала М.Глинки Санкт-Петербургской филармонии ,  Малого зала Глазунова, Дворца на Яузе, Дворца культуры «Губкинец», Дворца Искусств «Кузьминки» (Москва), Большого концертного зала «Октябрьский», Дворца Культуры имени Ленсовета, Дворца Культуры им. А. М. Горького и др.
В 2007 году участвовала в торжественной церемонии вступления в должность Президента Республики Адыгея Аслана Тхакушинова.
В марте 2010 года участвовала в творческом вечере Тамары Новиченко, приняв участие в концерте с Анной Нетребко, Мариной Шагуч, Ириной Матаевой и Еленой Миртовой.
В декабре 2011 года была приглашена на исполнение роли Акозы в премьере первой национальной оперы Нехая А. К. «Раскаты далекого грома».
15 декабря 2011 года на премьере первой национальной оперы Аслана Нехая «Раскаты далекого грома» президент Республики Адыгея Аслан Тхакушинов наградил певицу Софию Чич почетным званием «Заслуженный артист Республики Адыгея».
С 2012 года является почетным членом жюри многих Международных конкурсов-фестивалей: «Культурная столица» (2012, 2013, 2014), «Хрустальная нота — 2013», «Петербургский стиль» (2013), «Зарница» (2013), «Академия» (2014), «Рождение звезды» (2019), «Формула успеха» (2019), «X-press Артист» (2019) и др.
София Чич совмещает сценическую, педагогическую и общественную деятельности.
Преподаватель академического и эстрадного вокала Санкт-Петербургского Государственного Института Сценических Искусств ( РГИСИ) и Музыкально-Просветительского колледжа им.Б.И.Тищенко.
Заместитель председателя Санкт-Петербургской Общественной Организации "Черкесское ощество "Адыгэ Хасэ"